# 불가리
불가리(이탈리아어: Bulgari)는 그리스계 이탈리아인 소티리오 불가리가 1884년에 이탈리아 로마에 창업한 하이엔드 명품 주얼리 브랜드이다. 고대 알파벳 표기법에 의해 BVLGARI라고 표기된다.